# ماجد نیسی
ماجد نیسی (۱۳۶۰-) مستندساز ایرانی است. آثار او که بیشتر به مسائل اجتماعی و انسانی مانند جنگ و تبعات آن می‌پردازد در ایران و جهان شناخته شده‌است. نیسی مستندساز تک‌نفره است و معمولاً همه کارهای نگارش و تصویربرداری و تدوین فیلم‌هایش را خود انجام می‌دهد. او برنده جایزه سیمرغ بلورین بهترین مستند از بیست و سومین دوره جشنواره بین‌المللی فیلم فجر است. وی از عرب‌های خوزستان است.

## زندگی
او در سال ۱۳۶۰ در اهواز به دنیا آمد. از شانزده سالگی با دوربین وی‌اچ‌اس شروع به فیلم‌سازی کرد. نخستین کار او فیلمی یک دقیقه‌ای به نام صدای نی دربارهٔ نی‌نوازی دوره‌گرد در یکی از خیابان‌های اهواز بود.
پس از تمام شدن خدمت سربازی به سفر در ایران و کشورهای دیگر پرداخت. بسیاری از فیلم‌های او حاصل این سفرها است.
در ماه‌های اخیر به دریانوردی علاقه‌مند شده و قصد دارد فیلمی مستند از یک سفر دریایی تهیه کند. 

## آثار
- بوی خاک
- مردم زنگ‌زده
- گیسوی آشفته من
- چادر کاغذی
- دوست من آقای گاو
- زندگی شیشه‌ای
- بمب‌های پرتقالی
- ملایه
- مجیده
- مجموعه تلویزیونی مستند یک داستان واقعی